# Becker-Kanone

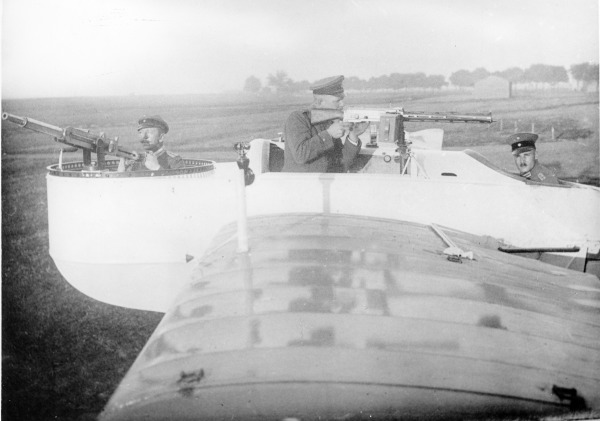
Eine 2-cm-Becker (links im Bild) in einer Gotha-Ursinus auch Gotha G.I

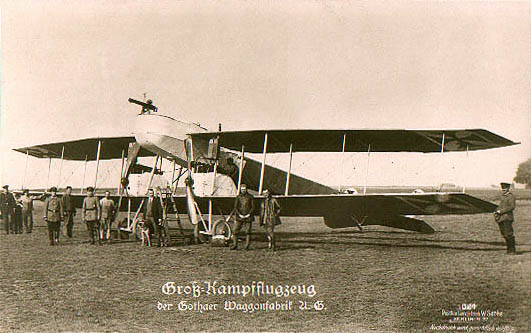
Gotha-Ursinus GUH G.I mit Becker-Kanone

Die Becker-Kanone war eine automatische Kanone für 20 × 70-mm-Geschosse.

## Beschreibung
Es handelte sich bei der Becker-Kanone um einen Rückstoßlader mit unverriegeltem Masseverschluss, der auch als bewegliche Kanone in sogenannte Riesenflugzeuge und in Zeppelin-Luftschiffe eingebaut wurde. Auf ein Dreibein montiert wurde sie gegen Panzer und Flugzeuge eingesetzt. Sie wurde von Hand gerichtet, das Magazin fasste zehn oder 15 Schuss. Während des Ersten Weltkrieges wurde sie ausschließlich von Seiten des Deutschen Reichs eingesetzt, unter anderem bei den Luftstreitkräften und in Marineluftschiffen.

## Geschichte
Die Kanone wurde 1914 im 1908 gegründeten Stahlwerk Reinhold Becker in Willich entwickelt.
Aus Geheimhaltungsgründen wurden in Preußen Waffen nicht patentiert. Die Becker-Kanone wurde 1919 für die Maschinenbau AG Seebach (SEMAG) bei Oerlikon-Bührle zum Patent angemeldet. 1923 wurde die Werkzeugmaschinenfabrik Oerlikon von der Werkzeugmaschinenfabrik Magdeburg GmbH aufgekauft und Emil Georg Bührle als Direktor eingesetzt. 1924 wurde die SEMAG, welche sich neben der Werkzeugmaschinenfabrik Oerlikon befand, liquidiert und Oerlikon erwarb aus der Konkursmasse der SEMAG das Patent an der Becker-Kanone.
1927 entwickelte die Werkzeugmaschinenfabrik Oerlikon aus der Becker-Kanone die 20-mm-Oerlikon-Kanone.